# Storsjön (Våxtorps socken, Halland)
Storsjön är en sjö i Laholms kommun i Halland och ingår i Lagans huvudavrinningsområde. Sjön har en area på 0,084 kvadratkilometer och ligger 45 meter över havet.

## Delavrinningsområde
Storsjön ingår i det delavrinningsområde (626160-132873) som SMHI kallar för Ovan Menlösabäcken. Medelhöjden är 48 meter över havet och ytan är 35,37 kvadratkilometer. Räknas de 4 avrinningsområdena uppströms in blir den ackumulerade arean 147,17 kvadratkilometer. Smedjeån som avvattnar avrinningsområdet har biflödesordning 2, vilket innebär att vattnet flödar genom totalt 2 vattendrag innan det når havet efter 15 kilometer. Avrinningsområdet består mestadels av skog (34 %), öppen mark (12 %) och jordbruk (50 %). Avrinningsområdet har 0,08 kvadratkilometer vattenytor vilket ger det en sjöprocent på 0,2 %. Bebyggelsen i området täcker en yta av 0,64 kvadratkilometer eller 2 % av avrinningsområdet.